# Dipseudopsis spinulosa
Dipseudopsis spinulosa är en nattsländeart som beskrevs av Navás 1935. Dipseudopsis spinulosa ingår i släktet Dipseudopsis och familjen Dipseudopsidae. Inga underarter finns listade i Catalogue of Life.